# Cacán

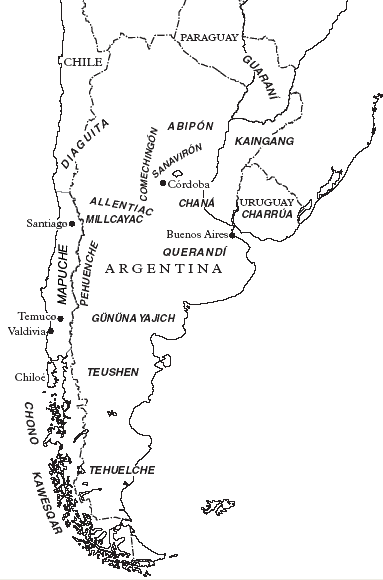
Jazyky jižní části Jižní Ameriky před španělskou invazí. Cacán je zde označen jako Diaguita

Cacán (též Cacan, Kakán, Calchaquí, Chaka, Diaguita nebo Kaka) je mrtvý jazyk, kterým mluvily indiánské kmeny Diaguita a Calchaquí v severní Argentině a Chile. Jazyk vymřel na začátku 18. století. Jazyk zdokumentoval jesuita Alonso de Bárcena, ale jeho rukopisy se již ztratily. Protože neexistují téměř žádné záznamy, tak se jazyk nedá zařadit do žádné jazykové rodiny, proto se řadí mezi neklasifikované jazyky.